# Éva Novák
Éva Gérard-Novák (Boedapest, 8 januari 1930 – Brussel, 30 juni 2005) was een Hongaars-Belgische zwemmer.

## Biografie
Novák nam driemaal deel aan de Olympische Zomerspelen; in 1948 won zij brons op de 200 meter schoolslag. 
Tijdens een wedstrijd in Moskou zwom de Hongaarse ploeg met Novák het veertien jaar oude wereldrecord op de 4x100 meter vrije slag uit de boeken. Novák won tijdens de spelen van Helsinki aan de zijde van haar zus Ilona de olympische gouden medaille op de 4x100m vrije slag in een wereldrecord, op de 400m vrije slag en de 200 meter schoolslag won zij de zilveren medaille. 
In Helsinki ontmoette zij haar Belgische man en verslaggever. Zij emigreerde naar België. Op de spelen van 1956 eindigde zij als elfde op de 200 meter schoolslag, volgens het officiële rapport nam zij deel namens België.
1912: Moore, Fletcher, Speirs, Steer ·
1920: Woodbridge, Schroth, Guest, Bleibtrey ·
1924: Donnelly, Ederle, Lackie, Wehselau ·
1928: Lambert, Osipowich, Saville, Norelius ·
1932: Johns, Saville, McKim, Madison ·
1936: Selbach, Wagner, den Ouden, Mastenbroek ·
1948: Corridon, Kalama, Helser, Curtis ·
1952: I. Novák, Temes, É. Novák, Szőke ·
1956: Fraser, Leech, Morgan, Crapp ·
1960: Spillane, Stobs, Wood, von Saltza ·
1964: Stouder, de Varona, Watson, Ellis ·
1968: Barkman, Gustavson, Pedersen, Henne ·
1972: Babashoff, Barkman, Kemp, Neilson ·
1976: Peyton, Sterkel, Babashoff, Boglioli ·
1980: Krause, Metschuck, Diers, Hülsenbeck ·
1984: Johnson, Steinseifer, Torres, Hogshead ·
1988: Otto, Meißner, Hunger, Stellmach ·
1992: Haislett, Martino, Thompson, Torres ·
1996: Martino, Van Dyken, Fox, Thompson ·
2000: Van Dyken, Shealy, Thompson, Torres ·
2004: Mills, Lenton, Thomas, Henry ·
2008: Dekker, Kromowidjojo, Heemskerk, Veldhuis ·
2012: Coutts, C. Campbell, Elmslie, Schlanger ·
2016: McKeon, Elmslie, B. Campbell, C. Campbell ·
2020: B. Campbell, Harris, McKeon, C. Campbell ·
2024: O'Callaghan, Jack, McKeon, Harris